# Kamiel (zanger)
Camiel Demuynck, kortweg bekend als Kamiel (Ichtegem, 6 september 1951 — Staden, 12 mei 2008), was een West-Vlaams volkszanger. Hij werd in 1982 echter nationaal bekend met zijn hit Me wuf is weg, een newwavenummer in het West-Vlaams.
Kamiel was in de jaren 80 actief bij de vrije radioʼs Carolientje in Bredene en Verona in Torhout, waar hij als diskjockey werkte. Zijn nummer Me zwien is weg was buiten West-Vlaanderen weinig succesrijk, maar met Me wuf is weg stond hij in 1982 wekenlang in de hitparades. Het is een vlot elektronisch nummer met synthesizers, ietwat in de stijl van Neue Deutsche Welle-groepen als Trio, en gaat over een man wiens vrouw verdwenen is. Bij de song hoorde een videoclip, waarin Kamiel constant de afwas deed.
Hij stierf in 2008 onverwacht aan een hartaderbreuk.